# 17. Waffen-Armeekorps der SS
Het 17. Waffen-Armeekorps der SS (ungarisches) was een legerkorps van de Waffen-SS. De eenheid werd in maart 1945 opgericht en bestond uit twee divisies met Hongaarse vrijwilligers. Na gevechten met het Amerikaanse Derde Leger in Oostenrijk werd het legerkorps op 4 of 5 mei opgeheven.

## Krijgsgeschiedenis
De eenheid werd in februari 1945 samengesteld uit de 25. Waffen-Grenadier-Division der SS Hunyadi en de 26. Waffen-Grenadier-Division der SS. In maart werd het legerkorps ingezet in Hongarije en door een overmacht aan Sovjettroepen werd de eenheid gedwongen zich in westelijke richting terug te trekken. Het legerkorps gaf zich in mei 1945 in het Oostenrijkse Attersee over aan het Amerikaanse Derde Leger, onder leiding van George Patton.

## Commandanten
| Naam                        | Rang                                                | Begin      | Eind       |
| --------------------------- | --------------------------------------------------- | ---------- | ---------- |
| Ferenc Feketehalmy-Czeydner | WA-SS-Obergruppenführer en Generaal in de Waffen-SS | maart 1945 | april 1945 |
| Eugen Ranzenberger          | WA-SS-Obergruppenführer en Generaal in de Waffen-SS | april 1945 | mei 1945   |

## Samenstellingen
- SS-Nachrichten-Abteilung 517
- SS-Flak-Abteilung 517
- SS-Korps-Sicherungs-Kompanie 517